# Tacna sour
El tacna sour es un cóctel originario de la ciudad de Tacna, en el sur del Perú.

## Descripción
La bebida se prepara mezclando 3 medidas de «licor de damasco», producido a partir de la conservación de frutos de damasco (Prunus armeniaca) sumergidos en pisco, en su variedad quebranta, jugo de limón, clara de huevo y jarabe de goma (una medida de cada uno) y hielo al gusto.
En Tacna es usual la producción de  frutas como damascos, tumbo, fresas, tunas, ciruelas, melones y peras, las cuales se agregan al pisco para elaborar licores conocidos en forma general como «macerados» o «licor». Así, según la fruta empleada se los conoce como «macerado de damasco» o «macerado de tuna» o «macerado de ciruela».

## Historia
El tacna sour es un cóctel originado en un restaurante tacneño conocido como "Rancho San Antonio" por el año 1981 con participación de distintas personas vinculadas a este negocio, como Juan Soto Saico, César Chiarella y Willer Paredes.
La anécdota cuenta que cuando se aproximaba la fiesta de la Reincorporación de Tacna al Perú, se tuvo la iniciativa de crear un trago exclusivo del local, creándose cuatro sours, ellos son: el Piscoco, Calígula, Piña Sour y Rancho Sour. Una vez puesto en venta, resultó siendo el más exitoso por lo que se decidió cambiar su denominación a «Tacna sour» por ser más representativa del sentir patriótico del momento.
Otra versión indica que en 1986 en el bar "El Alambique" del restaurante "Rancho San Antonio", de propiedad de César Chiarella Arce, donde el barman Daniel Quispe lo elabora en base al macerado de damasco con jugo de limón, jarabe de goma, huevos, pisco quebranta y amargo de Angostura.
La Municipalidad Provincial de Tacna, con ordenanza 0021-09 del 20 de julio del 2009, declaró el primer sábado del mes de agosto como el «Día del Tacna Sour» asimismo ha declarado dicha bebida como «bebida emblemática y originaria de la Región Tacna».

## Impacto social
- El 28 de agosto de 1981,  Miss Tacna y los artistas nacionales Tulio Loza y Hugo Loza, degustaron el Tacna Sour en el Rancho San Antonio, siendo del agrado de todo los invitados y comensales.[cita requerida]
- El 6 de agosto de 2011 se llevó a cabo la segunda edición del Concurso Regional del “Tacna Sour”, contando con 11 participantes.[2]